# Mortgage lending value
Il mortgage lending value o valore di credito ipotecario è un concetto che viene utilizzato nella valutazione di immobili a garanzia delle esposizioni creditizie da parte delle banche come nel caso, ad esempio, nella erogazione di mutui fondiari.

## Definizione
La definizione di mortgage lending value (MLV) o "valore di credito ipotecario" (definito anche "valore cauzionale"), è stata adottata con il Regolamento (UE) 575/2013 del Parlamento Europeo e del Consiglio e dal Codice delle Valutazioni Immobiliari (Sesta edizione, 2025) al fine di costituire garanzia per la concessione di credito.
In base alla definizione del Regolamento (UE) 575/2013, recepita nel Codice delle Valutazioni Immobiliari per «valore del credito ipotecario» si intende il valore dell'immobile quale determinato in base ad un prudente apprezzamento della futura negoziabilità dell'immobile stesso, tenuto conto degli aspetti durevoli a lungo termine dell'immobile, delle condizioni normali e locali del mercato, dell'uso corrente dell'immobile e dei suoi appropriati usi alternativi. Nella stima del valore del credito ipotecario non possono intervenire considerazioni di carattere speculativo.
Il mortgage lending value è un concetto differente dal «valore di mercato», anch'esso definito dal Regolamento (UE) 575/2013, per il quale si intende l'importo stimato al quale l'immobile verrebbe venduto alla data della valutazione in un'operazione svolta tra un venditore e un acquirente consenzienti alle normali condizioni di mercato dopo un'adeguata promozione commerciale, nell'ambito della quale entrambe le parti hanno agito con cognizione di causa, con prudenza e senza costrizioni.
Conseguente le Istruzioni di Vigilanza della Banca d’Italia riportano la definizione di valore del credito ipotecario sancita nel Regolamento (UE) 575/2013 nel quale, inoltre, si specifica che il valore di credito ipotecario deve essere documentato in modo chiaro e trasparente». Tale definizione è stata recepita nel Codice delle Valutazioni Immobiliari e nelle Linee Guida per la valutazione degli immobili in garanzia di esposizioni creditizie.

## Considerazioni operative
Nella stima del Valore di credito ipotecario il Valutatore deve motivare le proprie considerazioni in modo esaustivo ed appropriato, al fine di permettere al finanziatore di comprendere perfettamente la sostenibilità del valore nel lungo periodo.

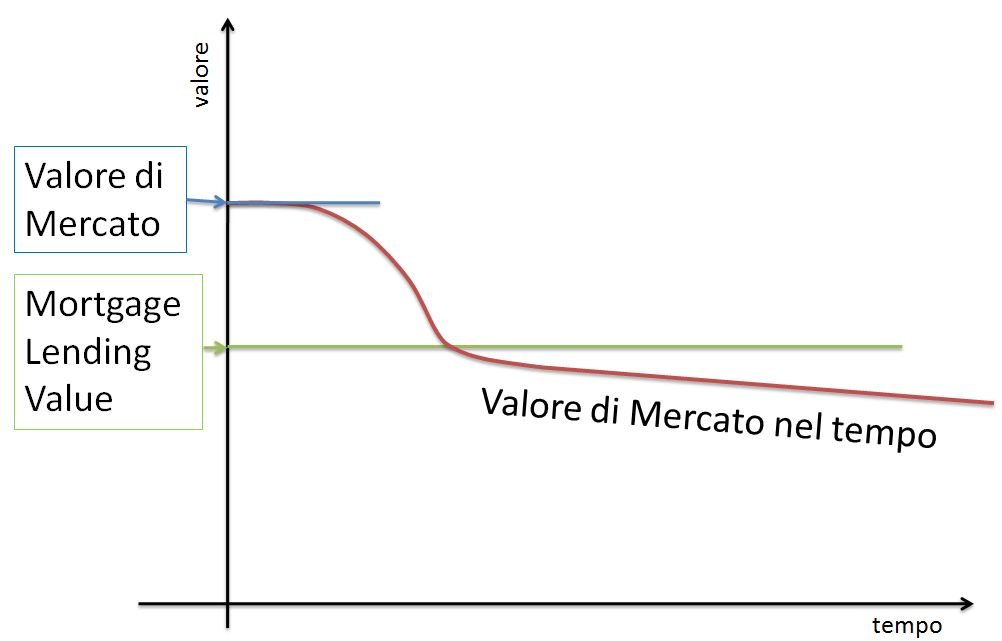
Andamento qualitativo del valore di un immobile nel tempo e MV e MLV al tempo zero

 Il mortgage lending value si concentra sulla «sostenibilità a lungo termine del valore»: anche qui siamo in presenza di un criterio correttamente correlato alla natura del lending, ossia correlato alle operazioni di finanziamento di medio/lungo termine. Per far ciò esso tiene conto, tra l'altro, di uno smoothing delle tendenze di mercato, dei canoni d'affitto e dello yield.
Il mortgage lending value, tuttavia, non è un semplice aggiustamento percentuale del valore di mercato, applicato in forma sintetica e superficiale. Si dice questo perché in alcune prassi peritali è uso tenere comportamenti di questo genere: si tratta senza dubbio di un modo di corrispondere ad stimoli di prudenza, di fronte a particolari situazioni del mercato, ma in una forma che, per la sua approssimazione e mancanza di trasparenza, riesce difficile accettare.
In Italia, a differenza della Germania, in cui esistono disposizioni normative specifiche, non è stata implementata una metodologia definita per la determinazione del mortgage lending value e quindi è compito delle istituzioni creditizie indicare i criteri generali e l'iter metodologico per «derivare il valore cauzionale dal valore di mercato o per stimarlo indipendentemente».
Da ultimo notiamo che il mortgage lending value non sempre differisce dal valore di mercato. In molte situazioni nelle quali il mercato sia stabile e consolidato, in cui l'immobile possieda caratteristiche che ben si attagliano alle esigenze medie, in cui non si siano create tensioni speculative che possano far pensare a riflussi, ecc., in tali circostanze, niente affatto inconsuete, i due valori coincidono.